# Тесна кожа 2
Тесна кожа 2 је други наставак филмског серијала Тесна кожа, снимљен је 1987. године.
У филму се појављује група Рокери с Мораву и певачица Сузана Перовић која је певала песме Принц из бајке, Само један живот имаш и Зашто љубоморан ниси, које су постале хитови.

## Радња
Димитрије Пантић приликом судара упознаје Турчина који је на пропутовању по Југославији. Тада добија идеју да сагради мотел за све Турке који пролазе по земљи. Одлази са Шојићем у Словенију да убеди Словенце да финансирају градњу мотела. Директор Шојић жели да осујети Пантићев план, па Турчину у поверењу саопштава да је Пантић хомосексуалац. Долази до низа комичних ситуација док Пантић не схвати о чему се ради. Шојић, на другој страни, паре од разних махинација даје љубавници на чување а имовину препише на жену, како би се осигурао. На крају, и жена и љубавница га преваре. И на самом крају, Пантић и Шојић нађу се у затвору - сваки из свог разлога.

## Улоге
| Глумац                  | Улога                                    |
| ----------------------- | ---------------------------------------- |
| Никола Симић            | Димитрије „Мита” Пантић                  |
| Милан Гутовић           | Срећко Шојић                             |
| Ружица Сокић            | Персида „Сида” Пантић                    |
| Воја Брајовић           | Џорџ „Ђоле”                              |
| Јосиф Татић             | Мустафа Кајгани, Турчин                  |
| Рахела Ферари           | Митина мајка                             |
| Снежана Савић           | Лепа Шојић                               |
| Власта Велисављевић     | адвокат Мићко                            |
| Јелица Сретеновић       | подстанарка Сузана                       |
| Борис Дворник           | Вујо                                     |
| Даница Максимовић       | Мира Пантић                              |
| Гојко Балетић           | Бранко Пантић                            |
| Александар Тодоровић    | Александар „Саша” Пантић                 |
| Душан Почек             | службеник Глишић                         |
| Михајло Бата Паскаљевић | купац Шојићеве куће                      |
| Андреја Маричић         | рецепционер                              |
| Ратко Танкосић          | саобраћајац                              |
| Тони Лауренчић          | Мирин муж                                |
| Сузана Перовић          | певачица Сузи                            |
| Младен Недељковић       | службеник Шуле                           |
| Милан Живковић          | патронажни лекар / службеник на састанку |
| Момчило Станишић        | подстанаркин пријатељ                    |
| Љиљана Јовановић        | жена у тоалету                           |
| Милица Милша            | манекенка                                |

## Занимљивости
Занимљиво је да је 11. маја 2012. године, у игри на срећу Лото, извучено шест бројева из филма иако је сниман 1987. године.